# Slaviša Stojanovič
Slaviša Stojanovič traslitterato anche come Stojanović (Gornij Dejan, 6 dicembre 1969) è un allenatore di calcio ed ex calciatore sloveno, fino al 1991 jugoslavo, di ruolo difensore.

## Palmarès

### Allenatore

#### Competizioni nazionali
- Campionato sloveno: 2

Domzale: 2006-2007, 2007-2008
- Campionato serbo: 1

Stella Rossa: 2013-2014